# Gemeentelijke herindelingsverkiezingen in Nederland 1965
Gemeentelijke herindelingsverkiezingen in Nederland 1965 geeft informatie over tussentijdse verkiezingen voor een gemeenteraad in Nederland die gehouden werden in 1965.
De verkiezingen werden gehouden in vijftien gemeenten die betrokken waren bij een herindelingsoperatie.

## Verkiezingen op 25 mei 1965
- de gemeenten Noordbroek en Zuidbroek: samenvoeging tot een nieuwe gemeente Oosterbroek.[2]

Door deze herindeling daalde het aantal gemeenten in Nederland per 1 juli 1965 van 967 naar 966.

## Verkiezingen op 18 november 1965
- de gemeenten Dirksland, Herkingen en Melissant: samenvoeging tot een nieuwe gemeente Dirksland;[3]
- de gemeenten Goedereede, Ouddorp en Stellendam: samenvoeging tot een nieuwe gemeente Goedereede;[3]
- de gemeenten Middelharnis, Nieuwe Tonge, Sommelsdijk en Stad aan 't Haringvliet: samenvoeging tot een nieuwe gemeente Middelharnis;[3]
- de gemeenten Den Bommel, Ooltgensplaat en Oude Tonge: samenvoeging tot een nieuwe gemeente Oostflakkee.[3]

In deze vier gemeenten zijn de reguliere gemeenteraadsverkiezingen van 1 juni 1966 niet gehouden.
Door deze herindelingen daalde het aantal gemeenten in Nederland per 1 januari 1966 van 966 naar 957.